# Area metropolitana di San Gallo
L'area metropolitana di San Gallo (in tedesco Agglomeration St. Gallen) è un'area metropolitana della Svizzera orientale incentrata sulla città di San Gallo; comprende 11 città e comuni per un totale di circa 160 000 abitanti. Inizialmente formata da 3 comuni (Gaiserwald, San Gallo e Wittenbach), si è espansa a 9 comuni nel 1990 e a 11 nel 2000.

## Comuni
I comuni che fanno parte dell'area metropolitana di San Gallo sono:
- Andwil
- Flawil
- Gaiserwald
- Gossau
- Herisau
- Mörschwil
- San Gallo
- Speicher
- Teufen
- Waldstatt
- Wittenbach